# Asking Alexandria
Asking Alexandria là một ban nhạc metalcore/post-hardcore đến từ York, North Yorkshire, Anh Quốc. Ban đầu được thành lập vào năm 2006 bởi Ben Bruce, ban nhạc chính thức thành lập sáu thành viên vào năm 2008 với đội hình sáng lập bao gồm Bruce, Worsnop, Cassells, Liddell, Joe Lancaster và Ryan Binns.Thành lập năm 2008 bởi Ben Bruce trong lúc anh liên lạc với bạn cũ của anh sau khi vừa mới từ Dubai về Anh Quốc, Nhóm gồm 5 thành viên là Ben Bruce (ghi-ta nhịp), Cameron liddell (ghi-ta chính), Sam Bettley (ghi-ta đệm) và Jam Cassells (trống);Danny Worsnop (hát chính) rời nhóm vào tháng 1 năm 2015 để dành thời gian cho ban nhạc We Are Harlot.

## Lịch sử

### Khởi đầu
Asking Alexandria có nguồn gốc từ Dubai, Các tiểu vương quốc Ả rập thống nhất. Nơi mà một khách du lịch chơi ghi-ta điện thành lập ban nhạc tên là Amongst Us. Biểu diễn vào năm 2003 kết hợp cả thể loại Melodic và hardcore vocals một cách mạnh mẽ đồng thời cũng mang tố chất hardcore không kém. Nhóm hoạt động được một thời gian thì tan rã vì có một số thành viên rời Dubai. Trong một cuộc phỏng vấn với Gulfs New, Bruce nói:"it was ridiculously hard to keep the band going because people come and go inDubai"(tạm dịch:"quả là thật là vô lý và cũng khó khăn khi cố gắng giữ lại ban nhạc này vì họ cứ đến rồi lại rời khỏi Dubai).
Có vài lần sau khi đổi tên, ban nhạc tự phát hành nhạc EP có phép của Tomorrow.Hope.Goodbye. Kết quả là họ đạt được những thành tựu cả trong nước và quốc tế. Sau thành công đó họ nhận được lời mời từ các hãng thu âm như Sonicwave International của Mỹ và Hangmans Joke Recordings ở Anh Quốc. nó cũng góp phần tạo nên sự phát triển của các ban nhạc mới như: Boy Sets Fire, Pennywise và Jimmy Eat World, amongst others. Khi mà mức độ nổi tiếng và sức công nhận của họ còn thấp, ban nhạc đã quyết định đổi tên thêm một lần nữa và lần này tên đó là Asking Alexandria, sở dĩ nhóm đặt lại cái tên này vì End of Reason trùng tên với một ban nhạc khác.
Ngày 25 tháng 6 năm 2007, khi được sự cho phép của nhà đại diên, nhóm đã phát hành album tron bộ The Irony of Your Perfection thu âm bởi hãng Hangmans Joke Recordings. Hợp đồng còn có một tour diễn chín tháng ở Anh Quốc, cũng như ở Đức, Hà Lan, Pháp và Thuỵ Điển. Bruce đã có một cuộc phỏng vấn về việc nhóm chuyển tên thành Asking Alexandria ở Dubai chỉ mới sau mấy ngày nổi trội lên, vậy nên tour diễn bị ngừng lại. Thế nhưng họ cũng đã được đền bù, sau đó ban nhạc nhận một tour diễn khác vào cùng năm, với Alesana.

### Asking Alexandria (2008–2010)
Vào năm 2008, Bruce quay về Anh Quốc, bỏ lại nhóm cũ và các thành viên của mình. Mặc dù vậy, Bruce không hề có ý định bỏ bê sự nghiệp ca hát của mình và không lâu sau khi mới chuyển đi, anh khởi đầy lại nó với những thành viên mới ở Anh Quốc, anh vẫn quyết định dặt tên ban nhạc là Asking Alexandria. Bruce thành lập một ban nhạc trên MySpace-blog và nói với mọi người rằng anh là người nghĩ ra cái tên đó, rằng anh vẫn thích ý nghĩa đằng sau cái tên Asking Alexandria và do vậy mà anh vẫn tiếp tục đặt tên cho nhóm nhạc mới theo tên cái "dự án" đang dang dở của mình. Bruce cũng đã nhấn mạnh một tuyên bố trong cùng blog đó rằng Asking Alexandria hiện nay không phải là ban nhạc đã viết bài hát The Irony of Your Perfection, cho dù hai ban nhạc có cùng tên nhưng nếu xét về phong cách các thành viên thì 2 ban nhạc hoàn toàn khác nhau. Trong phỏng vấn, anh cũng nhấn mạnh tuyên bố đó, và đến giờ này, những người hâm mộ vẫn bị nhầm lẫn giữa hai ban nhạc đó.
sau khi hình thành năm 2008 đã có vài sự thay đổi thành viên, kể cả việc chuyển từ một ban nhạc sáu người thành một ban nhạc năm người, bởi sự ra đi của cựu thành viên Ryan Binns. Lần thay đổi gần đây nhất là Sam Bettly (ghi-ta đệm), thay thế cho Joe Lancaster vào tháng 1 năm 2009. Lancaster đã chơi lần cuối ở quê nhà của họ -thành phố York- vào ngày 4 tháng 1.